# Esqui estilo livre
Esqui estilo livre é uma modalidade de esqui caracterizada pela existência de saltos acrobáticos e descidas de montanha em velocidade. Originada do esqui alpino, começou a se organizar na década de 1960, entrando oficialmente para o programa dos Jogos Olímpicos de Inverno em 1992.
É dividida basicamente em seis provas. O Aerials é baseado apenas nos saltos. No Moguls e no Dual Moguls, além dos saltos, os esquiadores precisam descer uma rampa cheia de pequenos montes de neve, sendo que o Dual Moguls é um confronto direto entre dois esquiadores, que descem ao mesmo tempo. O Slopestyle e o Ski Cross são descidas de montanha em percursos longos, com obstáculos. O Halfpipe é um canal com características semelhantes aos do skate e do snowboard.
Os principais eventos da modalidade são o Campeonato Mundial, realizado a cada dois anos, e a Copa do Mundo, realizada anualmente, além dos Jogos Olímpicos, disputados a cada quatro anos.

## História
O esqui estilo livre se originou do esqui alpino. Desde o início do século XX, esquiadores mais arrojados introduziam elementos acrobáticos às descidas de montanha. Com o desenvolvimento da modalidade, principalmente após a criação dos Jogos Olímpicos de Inverno, as acrobacias ficaram em segundo plano.
Após a Segunda Guerra Mundial, esquiadores começaram a resgatar as acrobacias, mas o risco de lesões tornou necessário o estabelecimento de regras rígidas. Organizado a partir da década de 1960, o esqui estilo livre teve sua primeira competição oficial disputada em 1966 nos Estados Unidos. A Federação Internacional de Esqui criou a Copa do Mundo em 1980 e o Campeonato Mundial em 1986. A modalidade foi incluída no programa dos Jogos Olímpicos de Inverno em Calgary 1988, passando a fazer parte do programa oficial em Albertville 1992.
Embora tenha um certo grau de risco, acidentes graves são raros no esqui estilo livre. O principal caso recente foi o de Sarah Burke, que faleceu aos 29 anos em 2012 após sofrer uma queda do halfpipe durante um treinamento nos Estados Unidos e ter uma parada cardíaca que causou danos irreversíveis ao cérebro.

## Modalidades

### Aerials
É a modalidade baseada em saltos acrobáticos, que são avaliados de acordo com o grau de dificuldade, a altura e a distância alcançadas, o estilo, a execução e a precisão dos movimentos. A área de competição é composta por dois planos inclinados (o primeiro, de impulso, com angulação de 25º e comprimento de 70 metros e o segundo, de pouso, com 38º de inclinação e 25 metros de comprimento), separados por uma plataforma de salto (sem angulação e com 21 metros de comprimento). Há ainda uma área de desaceleração de 25 metros, paralela ao solo.
A nota de cada salto é dividida em três partes: Ar (referente à altura e à distância adquiridas, com 20% de peso), Forma (estilo e execução, com peso de 50%) e Aterrissagem (precisão da chegada, com peso de 30%). O julgamento é feito por cinco árbitros, mas a maior e a menor nota são descartadas. As três restantes são somadas e multiplicadas pelo valor de dificuldade do salto (definido previamente), gerando a nota final.

### Moguls

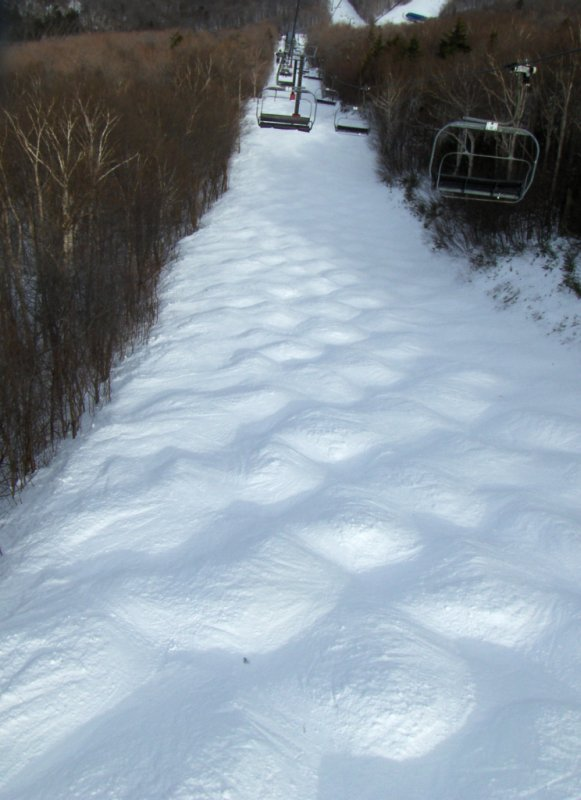
Pista de Moguls.

Consiste de uma corrida em uma pista inclinada e cheia de moguls, pequenos montes de neve que exigem um grande esforço dos esquiadores, especialmente na articulação do joelho. Durante a descida, de cerca de 250 metros, os atletas devem executar dois saltos acrobáticos diferentes, obtendo impulso em plataformas posicionadas no meio da pista.
Sete juízes avaliam a prova de cada esquiador, cuja pontuação total é composta por três itens. No Percurso (peso de 50%), os juízes avaliam a técnica de ataque aos moguls e a habilidade de encontrar o melhor caminho na descida. A nota de Ar (peso de 25%) refere-se aos saltos acrobáticos. O Tempo (peso de 25%) também é levado em conta na obtenção da nota final.

### Dual Moguls
A competição é um confronto direto entre dois esquiadores, que descem a pista ao mesmo tempo e são avaliados por cinco ou sete juízes (dependendo da competição). Cada juiz tem cinco pontos para distribuir entre os dois adversários, de acordo com sua análise da técnica e das habilidades de cada um. As pontuações podem ser 5-0, 4-1, 3-2, 2-3, 1-4 e 0-5, podendo, portanto, cada esquiador atingir 25 pontos em provas avaliadas por cinco juízes e 35 em provas avaliadas por sete juízes. Assim como na prova de Moguls, são avaliados a técnica, os saltos e o tempo. O Dual Moguls não faz parte do programa olímpico.

### Slopestyle
A pista da competição de Slopestyle deve ser composta por uma variedade de rampas, saltos, mesas e outros obstáculos, com mais de uma linha possível de ser escolhida pelos esquiadores. Com inclinação média de 12º e desnível vertical de 100 a 200 metros, a pista deve ser projetada de modo que a descida não dure menos de vinte segundos e que haja um mínimo de três tipos diferentes de obstáculos.

### Ski Cross

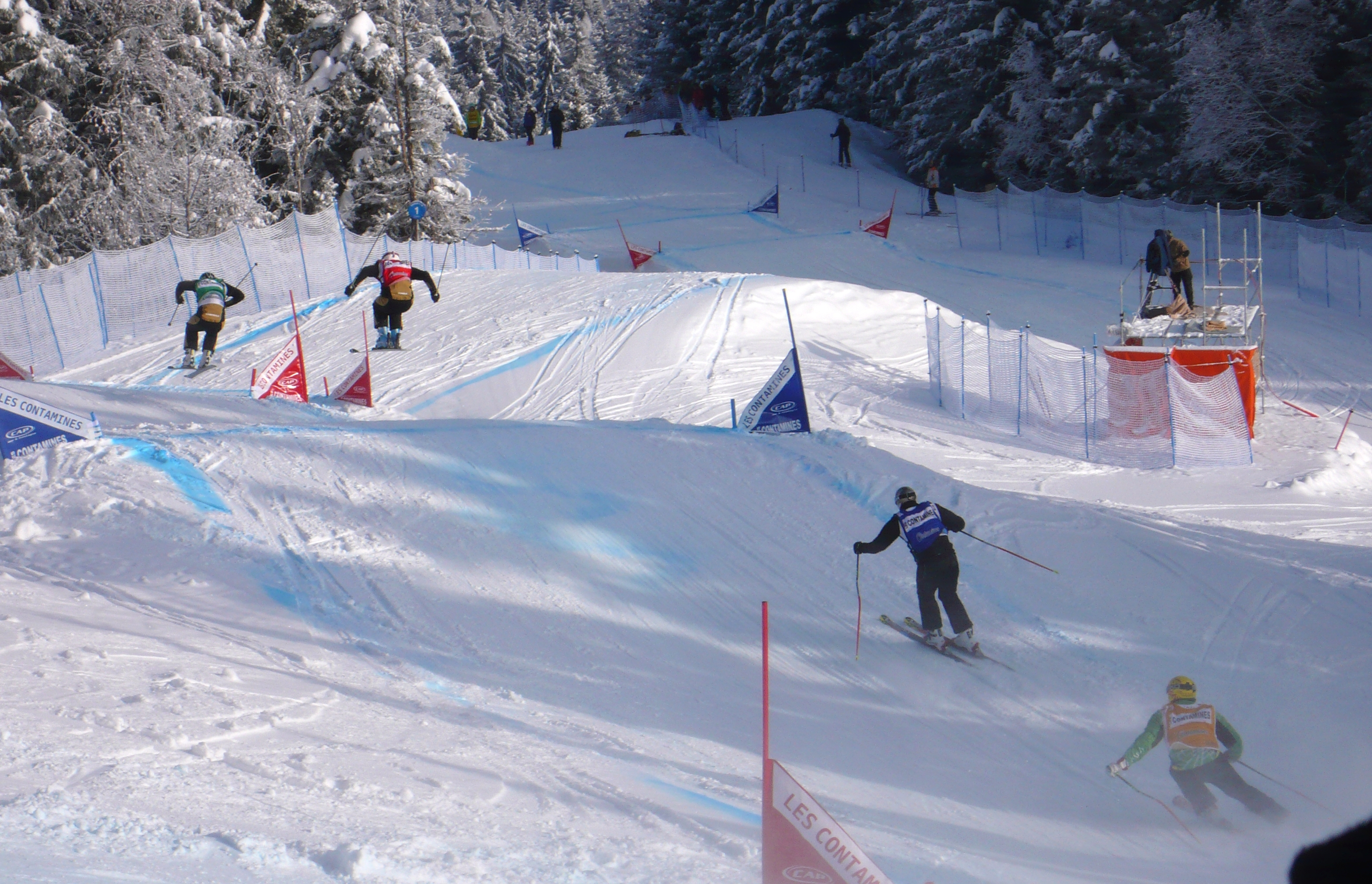
Competição de Ski Cross na França.

Semelhante ao snowboard cross, é uma descida de montanha em uma pista que varia de 900 a 1200 metros com desnível vertical de 180 a 250 metros. Em cada bateria quatro a seis esquiadores descem ao mesmo tempo, e os dois melhores se classificam para a fase seguinte. Todos devem usar coletes coloridos para facilitar a identificação (verde, vermelho, azul e amarelo, com a adição do branco e do preto em provas com seis participantes).
Antes da primeira bateria, todos fazem uma descida cronometrada, um de cada vez, para formar o ranking que vai determinar a composição de cada bateria. A pista deve conter elementos com diferentes características, como saltos triplos e duplos, rampas, curvas inclinadas e lombadas.

### Ski Halfpipe
O halfpipe é um canal artificial construído na montanha, com comprimento total variando entre 100 e 140 metros e altura de 3,0 a 4,5 metros. A competição é composta por duas descidas de cada esquiador, com os melhores (seis ou doze, dependendo do total de participantes) classificando-se para a final. Em cada fase apenas a melhor nota obtida pelo esquiador é considerada. As descidas são avaliadas por cinco juízes e um árbitro geral.

## Equipamento
Não há equipamentos específicos para a prática do esqui estilo livre, devendo ser utilizados os mesmos equipamentos de outras modalidades do esporte. Além dos próprios esquis (que têm comprimentos diferentes de acordo com a prova) e dos bastões, são utilizados capacetes, óculos de proteção e roupa especial.

## Principais atletas
O esqui estilo livre, por ter eventos com características tão diversas, não possui atletas com histórico de domínio nas provas. A única esquiadora a conquistar mais de duas medalhas olímpicas é a norueguesa Kari Traa, que tem um ouro, uma prata e um bronze no Moguls.

## Principais eventos
- Jogos Olímpicos de Inverno: presente no programa desde 1992 com a prova Moguls, teve o Aerials introduzido em 1994 e o Ski Cross em 2010. Halfpipe e Slopestyle farão suas estreias em 2014.[10][11]
- Campeonato Mundial: realizado desde 1986, tem todas as seis modalidades e acontece atualmente nos anos ímpares.[12]
- Copa do Mundo: realizada anualmente desde 1980, é dividida em várias etapas dá pontos para cada esquiador em cada prova, premiando os que conseguem mais pontos no geral.[13]